# Покок, Дэвид
Дэ́вид По́кок (англ. David Pocock , родился 23 апреля 1988 в Гверу) — австралийский регбист, выступающий за клуб Супер Регби «Брамбиз» и сборную Австралии на позиции форварда третьей линии. Двукратный призёр чемпионатов мира.

## Карьера
Дэвид Покок родился в Зимбабве и прожил в этой стране до тринадцатилетнего возраста, после чего вместе с семьёй переехал в австралийский Брисбен.
В 2005 году Покок вошёл в состав школьной сборной Австралии, а уже через год дебютировал в составе «Уэстерн Форс».
В 2008 году дебютировал в составе сборной Австралии в тестовом матче со сборной Италии. В 2009 году играл в 12 из 13 тестовых матчей австралийцев. В 2010 и 2011 годах номинировался на приз «Регбист года», но оба раза оставался лишь номинантом.
В 2011 году был основным фланкером сборной Австралии на чемпионате мира. В игре последнего тура группового этапа со сборной России Покок смог занести две попытки, которые стали для него единственными на чемпионате. По итогам мирового первенства австралийцы выиграли бронзовые медали.
В 2013 году Дэвид Покок перешёл из «Уэстерн Форс» в состав «Брамбиз» из Канберры.
На чемпионате мира 2015 года в Англии Покок был основным стягивающим сборной. В дебютном для австралийцев матче с фиджийцами он занёс две попытки из трёх, а также отличился попыткой в финальной игре с новозеландцами. Однако его усилий для победы не хватило, и австралийцы стали серебряными призёрами чемпионата мира. Кроме командного успеха Покок стал лучшим на турнире по количеству перехватов (17).
Помимо спортивных достижений Дэвид Покок известен активной общественной позицией. Он неоднократно принимал участие в акциях, направленных на борьбу с изменениями климата. Также он является активным борцом с гомофобией. В 2010 году он женился на своей подруге Эмме, однако пара отказалась подписывать официальные документы о браке до тех пор, пока в Австралии не будут узаконены однополые браки.